# 조로쿠의 변
조로쿠의 변(일본어: 長禄の変)은 일본 무로마치 시대인 조로쿠 원년 12월 2일(1457년 12월 18일)에 아카마츠 씨의 옛 신하들이 후남조의 행궁을 습격하여 남조의 왕손인 자천왕(自天王)과 충의왕(忠義王, 후남조의 정이대장군) 형제를 토벌하고 신새를 가져온 사건이다. 다만 아카마츠 씨의 옛 신하들은 이때, 한 번은 신새의 탈취에 성공했지만 요시노의 향민에게 다시 빼앗겼고 이듬해인 조로쿠 2년 3월에 거듭 탈회 작전을 벌인다.
일본의 사학자 모리 시게아키는 저서 《어둠의 역사, 후남조 : 고다이고 후손의 저항과 종언》(闇の歴史、後南朝：後醍醐流の抵抗と終焉)에서 이 조로쿠 원년과 2년의 사건을 한데 아울러서 '조로쿠의 변'이라고 부르고 있다.

## 경과
삼종신기 가운데 신새는 앞서 금궐의 변(禁闕の変)이라 불리는 사건으로, 요시노 조정(남조)의 부흥을 주창하는 세력(후남조)에 의해서 거두어져 있었다. 일단 조로쿠의 변은 이 신새를 가키쓰의 난으로 멸망한 아카마츠 가문의 옛 가신들이 탈취한 사건이지만, 그 결행에 있어서 그들은 신새를 탈회한 초기에는 지로 호시마루(次郎法師丸, 후의 아카마쓰 마사노리)를 가독으로 하는 아카마츠 집안의 재흥을 인정한다는 고하나조노 천황(後花園天皇)의 윤지와 쇼군 아시카가 요시마사(足利義政)의 어교서를 얻고 있었다고 한다. 그러한 소식을 전하는 것이 「호리 히데요 가미쓰키 미쓰요시 연서주진장」(堀秀世上月満吉連署注進状)이라고 불리는 사료로, 사건에 관련된 아카마쓰 집안 옛 가신의 한 명인 가미쓰키 좌근장감 미쓰요시가 사건 후 20여 년이 지나 분메이 10년(1478년)에 사건의 전말을 기록한 것이다. 그 서두에 '綸旨并御内書等当方御頂戴之間'라고 해서 고하나조노 천황의 윤지와 아시카가 요시마사의 어내서를 얻어 이루어졌다고 명기되어 있다. 또 아카마츠 씨의 일족인 이나바노카미 뉴도 데이가(因幡守入道定阿)가 덴쇼 16년(1588년)에 저술한 「아카마쓰키」에도 같은 취지가 적혀있고, 이쪽에는 윤지나 어내서에 대한 언급은 없지만, 「赤松衆□□□天下第一の忠賞に預り、この家再興を致さんとの望みにて、工夫してこの吉野殿を討果し神璽を取り返し奉るべし。然らば次郎法師丸に御安堵有るべきかと内々を以て訴訟申す所に、上意の御内証相叶ひ、三條殿を以て禁中へも申し上ぐ」라고 쇼군의 “상의”를 얻은 가운데 내대신 · 산조 사네카즈(三條実量)을 통해 궁중에도 이야기가 퍼져 있던 것이 기록되어 있다. 또한 이 책에는 아카마쓰 옛 가신들은 산조 사네카즈의 ‘미우치’(가신)인 이와미 타로우에몬(石見太郎右衛門)을 통해 산조 사네카즈와 이어져 있던 경위도 적혀 있다. 이 이와미 타로우에몬에 대해서 도후쿠지(東福寺)의 승려 · 태극정역(太極正易)의 일기 『벽산일록』(碧山日録)의 조로쿠 3년 11월 24일 조에는 「낙유(읍)의 이와미 타로는 망신 아카마쓰 씨의 가객 되는데」(洛有の石見太郎は亡臣赤松氏の家客なり)라 하여, 원래는 아카마쓰 집안의 객인 신분이었던 것을 알 수 있다.
이렇게 신새 탈회에 대한 보답으로 아카마쓰 집안의 재흥을 인정하겠다는 보증을 얻은 옛 가신들이었지만, 「호리 히데요 가미쓰키 미쓰요시 연서주진장」에 의하면, 사건에 관련된 것은 30명이었다. 또 『아카마츠키』에 의하면, 옛 가신들은 뇌인(牢人, 수형인) 신분으로 몸둘 곳도 없었고, 이를 견딜 수 없어 요시노도노(吉野殿)에 가담하여 수도를 쳐서 함락시키고 수도에서 받들고 싶다고 여러 가지 허언을 남발하며 후남조 세력에 접근했다고 한다. 그리고, 조로쿠 원년 12월 2일 자시(오전 0시경), 폭설이 내리는 가운데, 자천왕(自天王, 사료에서는 「이치노미야」一宮)이 있는 요시노 오쿠키타야마(吉野奥北山)와 충의왕(忠義王, 사료에서는 「니노미야」二宮)이 있는 고노 향(河野郷)으로 둘로 나뉘어 공격에 들어갔다. 가미쓰키 미쓰요시는 고노 향에 있는 니노미야 습격에 참가해, 「호리 히데요 가미쓰키 미쓰요시 연서주진장」에 의하면, 「두 왕자의 목을 거둔다」(二宮奉討御頸)라는 미션의 중심적인 역할을 완수하고 있었음을 알 수 있다. 한편, '아카마츠기'에 의하면, 기타야마의 뉴노야 다치와키사에몬(丹生屋帯刀左衛門)와 그 동생 시로사에몬(四郎左衛門)이 추토를 완수하였고, 신새의 탈회에도 성공, 퇴거를 도모하려고 했지만, 「요시노 18향 사람들」, 즉 요시노 향민들의 추격을 받아 형제 모두 백모곡(伯母谷)이라고 하는 곳에서 잡혀 죽었으며 신새도 빼앗겨 버린다. 즉, 계획은 두 왕자를 살해하는 데에는 성공했지만, 아카마쓰 집안 재흥의 조건이었던 신새의 탈회에는 실패한 것이 된다.
그것을 다시 완수한 것이 조로쿠 2년(1458년) 3월의 사건으로, 아카마츠 측은 오데라 도베 뉴도(小寺藤兵衛入道)라고 하는 자가 중심이 되어 야마토 국의 국인 · 오치 이에히데(越智家栄)의 협력을 얻어 이번이야말로 신새를 빼내는 데 성공하였다. 다만, 그 경위에 대해서는 「호리 히데요 가마쓰키 미쓰요시 연서주진장」이나 「아카마츠기」에 기재되어 있지만, 「小寺藤兵衛入道不思儀の了簡廻らし」(「호리 히데요 가마쓰키 미쓰요시 연서주진장」), 「小寺藤兵衛入道、大和衆越知智と申す者を頼み種々の謀を廻らし」(『아카마츠키』)와 모두 디테일이 부족한 묘사가 되어 있어, 아마도 가마쓰키 미쓰요시는 이 계획에는 관련되어 있지 않았고, 상세한 것에 대해서도 알지 못한 것으로 보인다. 그 알려지지 않은 미션의 일단을 전하는 것이 고후쿠지 벳토 · 게이카쿠(経覚)의 일기 《경각사요초》(経覚私要鈔)로, 조로쿠 2년 4월 16일 조에 「신새는 가와카미 모공소(川上母公所)에 맡겨졌다. 이때 오가와 히로미쓰(小川弘光)에게 알려져, 악당이 들어와 훔쳐가 버렸다」라고 있어, 모리 시게아키는 여기서 등장하는 오가와 히로미쓰를 「호리 히데요 가미쓰키 미쓰요시 연서주진장」에 이름이 언급된 오카와 중무소보(小河中務少輔)와 동일인물로 보아, 오치 이에히데(越智家栄)와 마찬가지로 야마토의 고쿠진이라고 하였다.
그 후, 신새는 오가와 히로미쓰가 다양한 조건 · 요구를 들며 막부를 애먹게 했지만 같은 해 8월 30일 신새는 무사히 교토로 돌아와 조정으로 돌아왔다. 무로마치 막부는 후남조에 의해 약 15년 동안 교토에서 떠나 있던 신새 탈회 성공의 공적을 인정하고, 아카마쓰 씨의 재흥을 허용하고, 아카마쓰 마사노리에게 가독을 상속케 하였다. 또, 그 훈공으로 가가(加賀) 북부 절반의 슈고, 비젠 국(備前国) 닛타 장(新田荘), 이세(伊勢) 다카미야호(高宮保)가 주어졌다.
아카마쓰 씨 재흥과 소령 부여에는 호소카와 가쓰모토(細川勝元)가 적극적으로 관여하고 있는 것도 확인되고, 아카마쓰 씨를 끌어들임으로써 야마나 소젠(山名宗全)에 맞서려는 정치적 의도가 있었다고 여겨지고 있다.

### 내용주
1. ↑  이 책에서는 이와미 타로라는 사람에 대해 「跌宕・傲睨にして傍若無人なり。赤松敗績の後、諸公の門に遊び、年あり」라고 생생한 묘사를 남기고 있어서 제법 상상력을 불러일으키는 인물상이다.
2. ↑  한편 쇼코쿠지 로쿠온인(相国寺鹿苑院) 안에 있는 음량헌주(蔭凉軒主)가 쓴 공용(公用) 일기 「음량헌일록」(蔭凉軒日録) 엔토쿠(延徳) 원년(1489년) 12월 5일조에 이날 「남방 양궁(南方両宮) 33회기(回忌)」(南方両宮三十三回忌)가 오하라 진소(大原陣所)에서 이루어졌다는 것이 기록되어 있다. 엔토쿠 원년은 조토쿠 원년에서 계산하면 32년째에 해당하며 이 「남방 양궁」이 조토쿠의 변에서 죽음을 맞은 이치노미야와 니노미야로 여겨진다.
3. ↑  이와 같은 것으로 보이는 기록이 고후쿠지의 대승원(大乗院)의 몬제키(門跡) 신손(尋尊)의 일기인 『대승원사사잡사기』(大乗院寺社雑事記) 조토쿠 2년 4월 9일조에도 기록되어 있다.

### 참조주
1. 1 2  森 1997.
2. ↑  「堀秀世上月満吉連署注進状」(일본 제국학사원帝国学士院 편 『帝室制度史』 第5巻)
3. ↑  「赤松記」（塙保己一 편 『群書類従』第14輯)
4. ↑  「碧山日録」(近藤瓶城 편 『史籍集覧』第25冊）
5. ↑  「経覚私要鈔」（帝国学士院編『帝室制度史』第5巻）
6. 1 2 3  渡邊 2012.
7. ↑  「蔭凉軒日録」（仏書刊行会編『大日本仏教全書』第133冊）

## 참고 문헌
- 森茂暁 『闇の歴史、後南朝：後醍醐流の抵抗と終焉』角川書店〈角川選書〉、1997年7月。森茂暁 『闇の歴史、後南朝：後醍醐流の抵抗と終焉』角川書店〈角川選書〉、1997年7月。
- 渡邊大門 『奪われた「三種の神器」：皇位継承の中世史』講談社〈講談社現代新書〉、2009年11月。ISBN 978-4-06-288022-0。
- 渡邊大門 『戦国期赤松氏の研究』岩田書店〈戦国史研究叢書〉、2010年5月。ISBN 978-4-87294-618-5。
- 渡邊大門 『中世後期の赤松氏：政治・史料・文化の視点から』日本史史料研究会、2011年6月。ISBN 978-4-904315-13-2。
- 渡邊大門 『赤松氏五代：弓矢取って無双の勇士あり』ミネルヴァ書房〈ミネルヴァ日本評伝選〉、2012年10月。ISBN 978-4-623-06475-5。

## 같이 보기
- 금궐의 변
- 남북조 시대 (일본)
- 삼종신기